# 吐尔尕特山口
吐尔尕特山口 (羅馬化：Torughart ashuusu) 是天山山脉的一个山口， 位于吉尔吉斯斯坦纳伦州和中国新疆克孜勒苏柯尔克孜自治州边界。它是吉尔吉斯斯坦和中国之间的两个口岸之一，另一个是伊尔克什坦口岸，它位于吐尔尕特山口西南约165 km（103 mi）。风景秀丽的Chatyr-Köl ( 柯尔克孜语: 天湖) ，位于山口附近在吉尔吉斯斯坦一侧。
山口通往纳伦、巴雷克奇和比什凯克的道路—绵延约400 km（250 mi） —狭窄且在冬季经常由于大雪和频繁的雪崩而无法通行。中国一侧，旅客必须在距离山口约6 km（3.7 mi）的吐尔尕特口岸海关清关。从山口到中国主要城市的距离乌恰县 、喀什市、阿图什市和乌鲁木齐市，分别为，110 km（68 mi） 、165 km（103 mi） 、170 km（110 mi） 和1,630 km（1,010 mi） 。
山口也是欧洲 E125 公路和规划中的中国315国道的终点站。山口对所有国籍开放，但通关需要自行安排交通。
自 2012 年起，一条穿过吐尔尕特山口的中国-吉尔吉斯斯坦-乌兹别克斯坦铁路一直在建设中，该铁路将连接喀什和费尔干纳盆地。然而，由于资金和技术问题，吉尔吉斯段的铁路已经被搁置。

## 历史
山口自古以来就被使用，在汉朝，属捐毒國。在唐朝，该地区属安西大都护府的疏勒都督府。

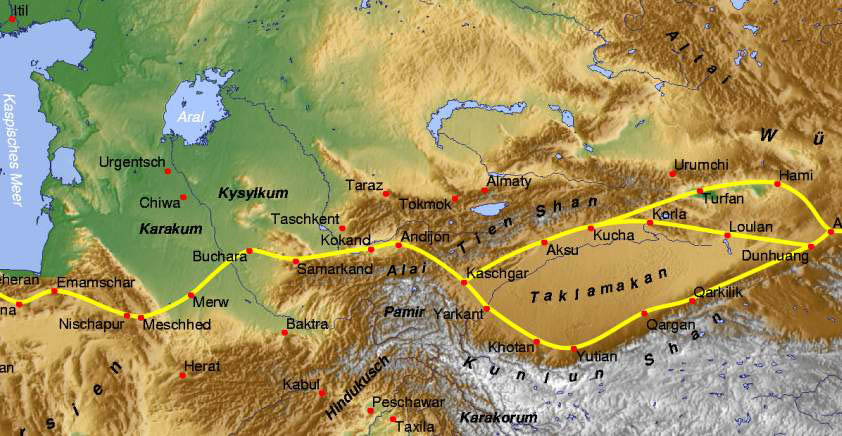
The ancient silk road showing the general location of the pass
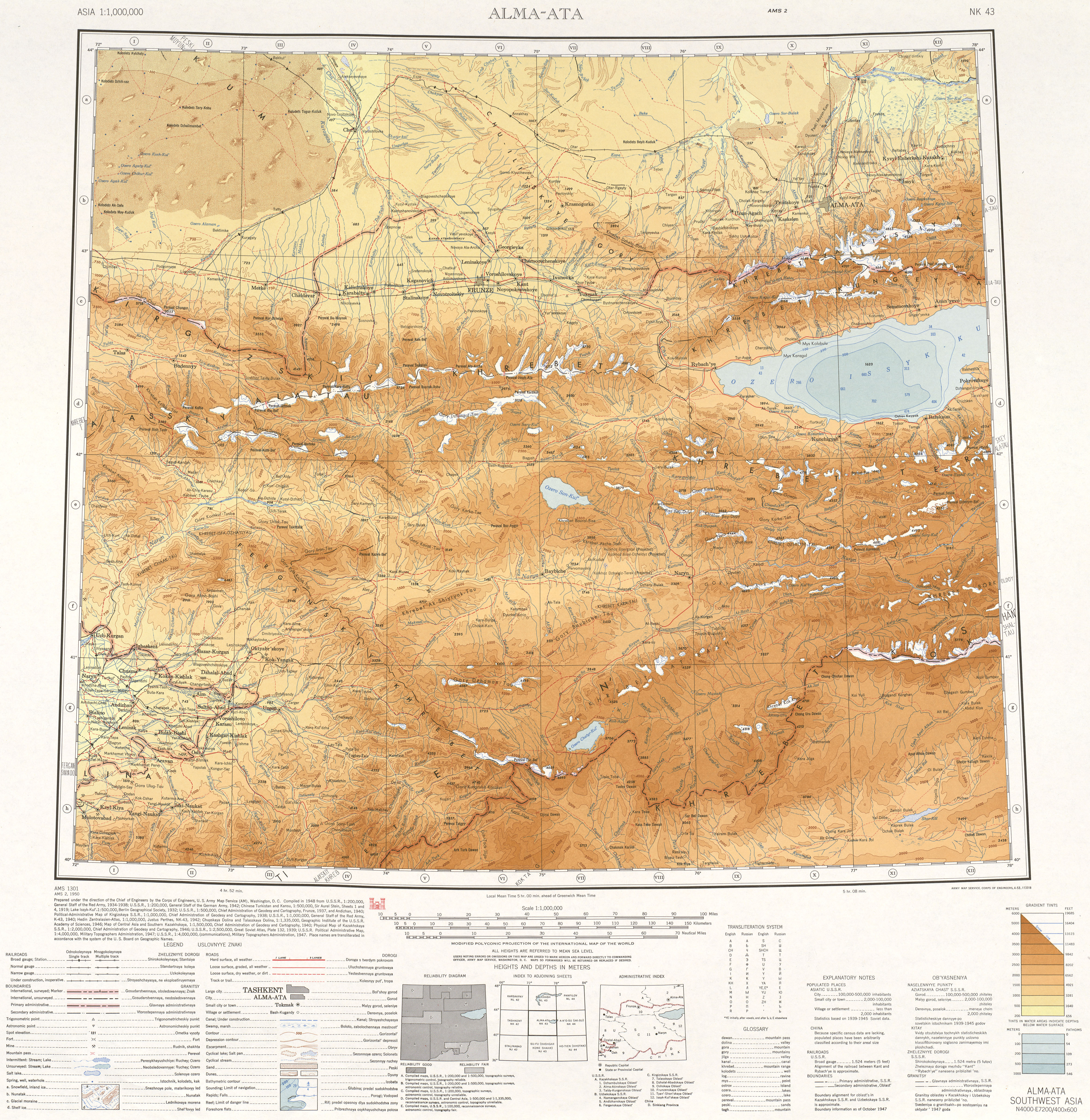
Map of the region including the Torugart Pass (unlabelled; roads can be seen) (陆军地图服务部（英语：Army Map Service）(AMS), 1948)
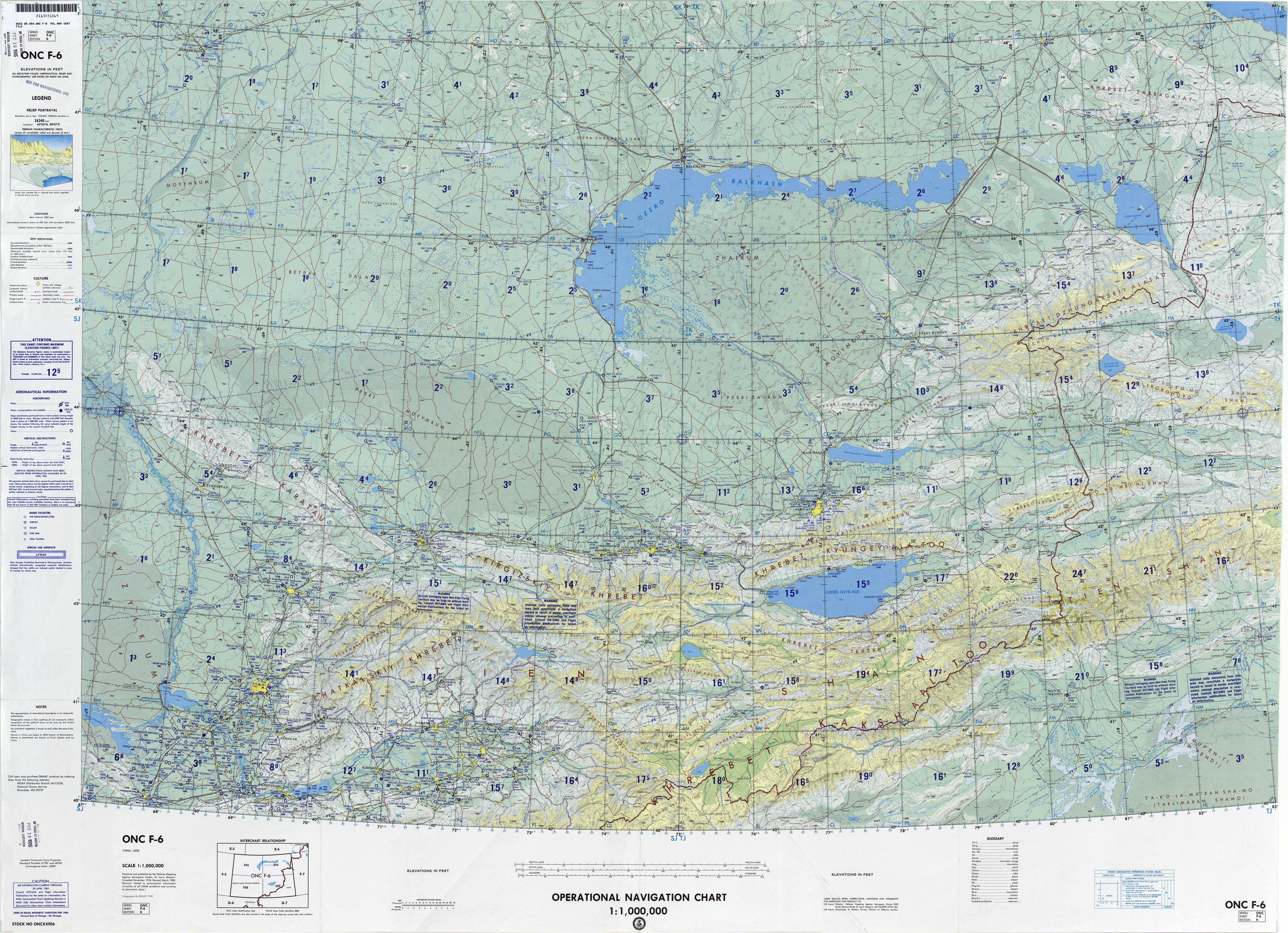
Map of the region including the Torugart Pass (unlabelled; roads can be seen) (国防制图局(DMA), 1985)